# Welch, Oklahoma
Welch är en kommun (town) i Craig County i Oklahoma. Vid 2010 års folkräkning hade Welch 619 invånare.